# Ateneum (tidskrift)
Ateneum var en kulturtidskrift som utgavs i Lund under åren 1933–1935. Den syftade dels till att hävda marxismens vetenskaplighet, dels till att motverka vetenskapens isolering från samhället. Trots sin korta utgivningstid hade den viss betydelse för 1930-talets växande intresse för sociologi i Sverige. Tidskriften hade en tydlig koppling till Clartés lundasektion och bland dess skribenter återfinns bland andra Per Nyström och Gunnar Aspelin.